# Görög cselle
A görög cselle (Pelasgus stymphalicus) a sugarasúszójú halak (Actinopterygii) osztályának pontyalakúak (Cypriniformes) rendjébe, ezen belül a pontyfélék (Cyprinidae) családjába tartozó faj.

## Rendszertani eltérés
Ezt a halat, korábban a Pseudophoxinus nembe sorolták, Pseudophoxinus stymphalicus név alatt.

## Előfordulása
Görögország területén, a peloponnészoszi Sztimfaliai-tóban él. Nincs halászati értéke.

## Megjelenése
A görög cselle teste erősen nyújtott, oldalról erősen lapított, orra tömpe, szájnyílása ferdén kissé felfelé irányul, végállású. Oldalvonala tökéletlenül fejlett, csak az első 2-13 pikkely fölé nyúlik. Testfelépítése és pikkelyezettsége hasonlít a kurta baingéra (Leucaspius delineatus). Mellúszói 13-17, hasúszói 8-9, hátúszója 9-11, farokúszója 19, farok alatti úszója 9-11 sugarú. Garatfogai egysorosak, 5-5. Hátoldala sötét, az olajzöldtől a barnásig változik; oldalai világosak, ezüstszínűek, kékes vagy zöldes fémfénnyel; hasa a fehérestől a sárgásig változik, vörhenyes árnyalattal. Testhossza 8-10 centiméter, legfeljebb 12 centiméter.

## Életmódja
Kis rajhal. Valószínűleg apró rákokkal, rovarlárvákkal és repülő rovarokkal táplálkozik. Legfeljebb 3 évig él.

## Szaporodása
December és március között ívik.